# Wildfire (album của Rachel Platten)
Wildfire là album phòng thu thứ ba của nữ ca sĩ người Hoa Kỳ Rachel Platten, được ấn định phát hành vào ngày 1 tháng 1 năm 2016, bởi hãng Columbia Records.
Album bao gồm "Fight Song", phát hành vào tháng 2 năm 2015, đạt đến vị trí thứ 6 tại Billboard Hot 100, và đứng đầu bảng xếp hạng tại Scotland và Vương quốc Anh. Đĩa đơn thứ hai từ album, "Stand by You", được phát hành vào ngày 11 tháng 9 năm 2015.

## Quảng bá

### Đĩa đơn
Vào ngày 19 tháng 2 năm 2015, "Fight Song" được phát hành dưới dạng đĩa đơn đầu tiên từ EP đầu tay của cô Fight Song. "Fight Song" đạt đến vị trí thứ 6 trên Billboard Hot 100.
"Stand by You" được phát hành dưới dạng đĩa đơn thú hai từ Wildfire vào 11 tháng 9 năm 2015. Bài hát đang đứng tại vị trí thứ 85 trên Billboard Hot 100.

### Tour lưu diễn
Để hõ trợ cho album, Rachel Platten đã mở ra tour lưu diễn The Wildfire Tour. Tour sẽ bắt đầu từ ngày 26 tháng 12 năm 2016 tại Dallas, Texas.

## Danh sách bài hát
| Phiên bản tiêu chuẩn | Phiên bản tiêu chuẩn                            | Phiên bản tiêu chuẩn                                                                    | Phiên bản tiêu chuẩn | Phiên bản tiêu chuẩn |
| STT                  | Nhan đề                                         | Sáng tác                                                                                | Sản xuất             | Thời lượng           |
| -------------------- | ----------------------------------------------- | --------------------------------------------------------------------------------------- | -------------------- | -------------------- |
| 1.                   | "Stand by You"                                  | Rachel Ashley Platten Jack Michael Antonoff Joy Elizabeth Williams Matthew David Morris |                      | 3:39                 |
| 2.                   | "Hey Hey Hallelujah" (hợp tác với Andy Grammer) |                                                                                         |                      | 2:56                 |
| 3.                   | "Speechless"                                    |                                                                                         |                      | 3:19                 |
| 4.                   | "Beating Me Up"                                 | Platten Rune Westberg                                                                   |                      | 3:09                 |
| 5.                   | "Fight Song"                                    | Platten Dave Richard Bassett                                                            | Jon Levine           | 3:24                 |
| 6.                   | "Better Place"                                  |                                                                                         |                      | 2:56                 |
| 7.                   | "Lone Ranger"                                   | Platten Brian West                                                                      |                      | 3:10                 |
| 8.                   | "You Don't Know My Heart"                       | Platten Rob Hawkins                                                                     |                      | 3:34                 |
| 9.                   | "Angels in Chelsea"                             |                                                                                         |                      | 3:56                 |
| 10.                  | "Astronauts"                                    | Platten Bassett                                                                         |                      | 3:37                 |
| 11.                  | "Congratulations"                               | Platten Scott Jacoby                                                                    |                      | 3:46                 |
| 12.                  | "Superman"                                      | Platten Lindy Robbins Chris DeStefano                                                   |                      | 3:22                 |

| Phiên bản tại Target | Phiên bản tại Target      | Phiên bản tại Target             | Phiên bản tại Target |
| STT                  | Nhan đề                   | Sáng tác                         | Thời lượng           |
| -------------------- | ------------------------- | -------------------------------- | -------------------- |
| 13.                  | "Lonely Planet"           |                                  |                      |
| 14.                  | "Stand by You" (Acoustic) | Platten Antonoff Williams Morris |                      |
| 15.                  | "Speechless" (Acoustic)   |                                  |                      |

## Lịch sử phát hành
| Khu vực  | Ngày               | Định dạng    | Nhãn               | Chú thích |
| -------- | ------------------ | ------------ | ------------------ | --------- |
| Toàn cầu | 1 tháng 1 năm 2016 | Columbia RCA | CD tải kỹ thuật số | [ 5 ]     |